# Руяне

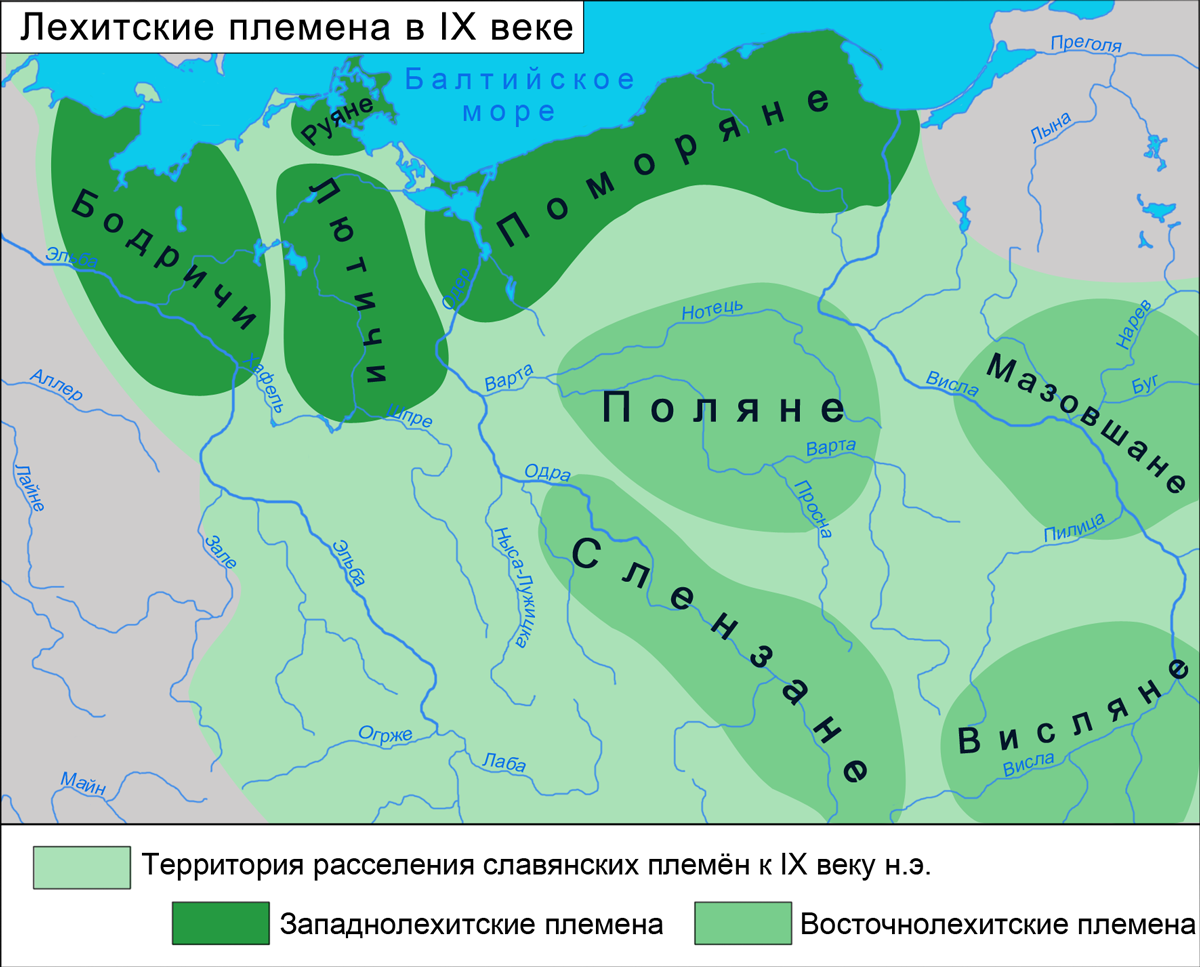
Карта расселения лехитских западнославянских племён

Племя на карте

Руя́не (нем. Rujanen, лат. Ruani) или раны (нем. Ranen) — западнославянское племя, населявшее с VI по XIV век остров Рюген (Руян) и прилегающее побережье континента. Говорили на руянском диалекте полабского языка.

## История

### Заселение острова
В первой половине V века часть племени ругов ушла на территорию нынешней Австрии, где подчинилась царю гуннов Аттиле (др.-сакс. Ethel; правил с 434 по 453 год), вследствие чего эту часть ругов стали называть Ethelrugi («руги Аттилы»). Оставшуюся на Балтике часть ругов стали называть Ulmerugi («островные руги»). Поселившиеся на покинутых ругами землях славяне стали называть себя руянами. В написанном не ранее 551 года трактате «О происхождении и деяниях гетов» (лат. Getica), Иордан перечисляет подвластные королю герулов Родуульфу (Roduulf) племена: Grannii, Augandzi, Eunixi, Taetel, Rugi (руги), Arochi, и Ranii (раны). В Getica III.24, Иордан сообщает, что Родуульф презирал своё королевство, и около 489 года (война готов против Одоакра, инспирированная придунайскими ругами после поражения, которое он нанёс им в Норике) вместе с балтийскими ругами и остатками придунайских ругов присоединился к готам Теодориха Великого (451/456 — 526) в Мёзии. Таким образом, около 500 года остров Рюген и прилегающее побережье континента стали полностью славянскими.

### Языческий период

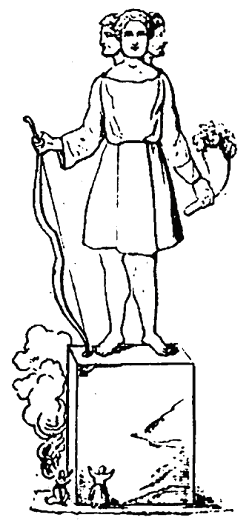
Статуя верховного бога полабских славян Свентовита (Святовита) в храме Арконы согласно описанию Саксона Грамматика (1834)

Этноним Ruani впервые упомянут в 955 году.
В IX—XII веках на острове Рюген (Руян, Руяна) в Арконе находилось славянское языческое святилище. Согласно описанию, сделанному датским хронистом Саксоном Грамматиком, оно было посвящено «богу всех богов» Свентовиту.
Крепость, в которой находилась резиденция руянских князей, называлась Кореница. Северогерманский хронист Адам Бременский в труде «Деяния священников Гамбургской церкви» пишет:

Другой остров расположен напротив вильцев (лютичей). Им владеют ране, храбрейшее славянское племя. …Ране, у других называемые руанами, — это жестокие племена, обитающие в сердце моря и сверх меры преданные идолопоклонничеству. Они первенствуют среди всех славянских народов, имеют короля и знаменитое святилище. Поэтому благодаря особому почитанию этого святилища они пользуются наибольшим уважением и, на многих налагая иго, сами ничьего ига не испытывают, будучи недоступны, ибо в места их трудно добраться.— Адам Бременский «Деяния епископов Гамбургской церкви» («Gesta Hammaburgensis ecclesiae pontificum»)

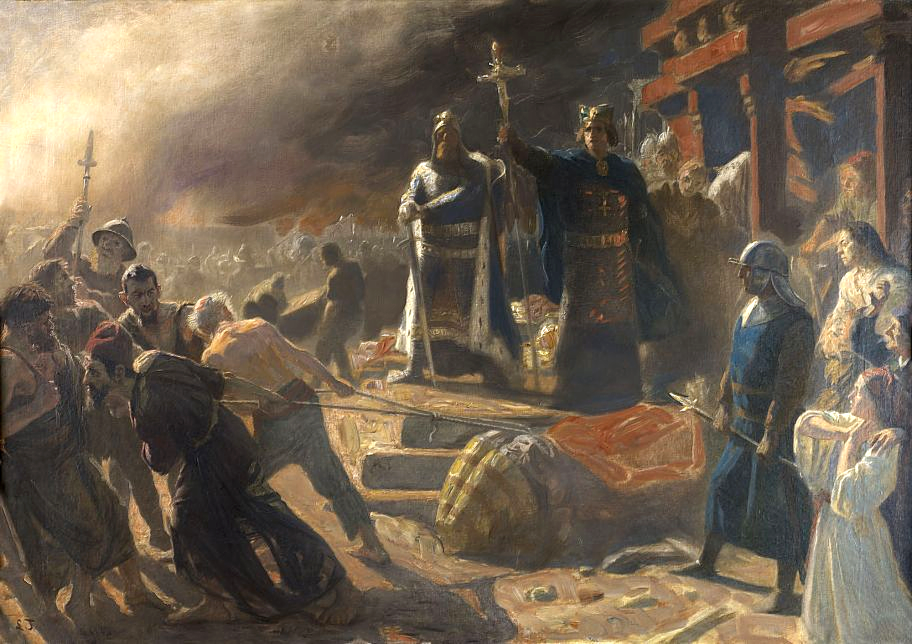
Епископ Абсалон низвергает идола славянского бога Святовита в Арконе. Картина Лаурица Туксена

Основные занятия руян — скотоводство, земледелие и рыболовство. По данным археологии, они имели широкие торговые связи со Скандинавией и Прибалтикой, а также вели войны с соседями, защищая свою территорию. Будучи ярыми язычниками, руяне противостояли распространению христианства. Так, в 1138 году они разрушили столицу ободритов Любице. Некоторые провинции Дании до короля Вальдемара I платили дань руянам (ранам), что и послужило одной из причин войн, которые Вальдемар I вёл с ними. В ходе этих войн руяне утратили свою независимость в 1168 году, их культовая крепость Аркона была разрушена, а святилище Свентовита (Святовита) уничтожено.

### Христианский период
Как утверждают датские летописи, князь руян Яромар (Яромир) стал вассалом датского короля, а остров — частью епископства Роскилле. К этому периоду относится первое насильственное обращение руян в христианство. На острове образовалось княжество Рюген с династией Виславидов. В 1234 году руяне освободились от датского владычества и расширили свои владения на побережье современной немецкой земли Мекленбург-Передняя Померания, основав город, известный ныне как Штральзунд (по-поморски Strzélowò, по-польски Strzałów). В течение XIII века приток немецких поселенцев привёл к ассимиляции славян на материковой части княжества.
В 1282 году князь Вислав II заключил с королём Германии Рудольфом I соглашение, получив Рюген в пожизненное владение вместе с титулом имперского егермейстера. В 1325 году умер последний руянский князь Вислав III (бывший также миннезингером и создавший ряд лирических песен и дидактических стихотворений-шпрухов). Княжество Рюген перешло во владение Померанского герцогства. Славяне Рюгена в течение последующего времени постепенно полностью онемечились. В 1404 году умерла Гулицына, которая вместе со своим мужем принадлежала к последним жителям Руяна, говорившим по-славянски.

## Руянские князья
- Вислав (ок. 955);
- Круто (Крутой) (до ок. 1066);
- Гринь (Гримн) (ок. 1100);
- Ратислав (Раче) (до ок. 1141);
- Теслав (Чеслав) (не позднее 1164 — после 1170 / ранее 1181). 1168 — захват Данией княжества Руян;
- Яромар I (Яромир) (1168—1218);
- Барнута (1218—1221);
- Вислав I (1221—1250);
- Яромар II (1246—1260);
- Вислав II (1260—1302);
- Вислав III (1302—1325) — последний руянский князь из династии Виславидов.